# サクステッド (音楽)

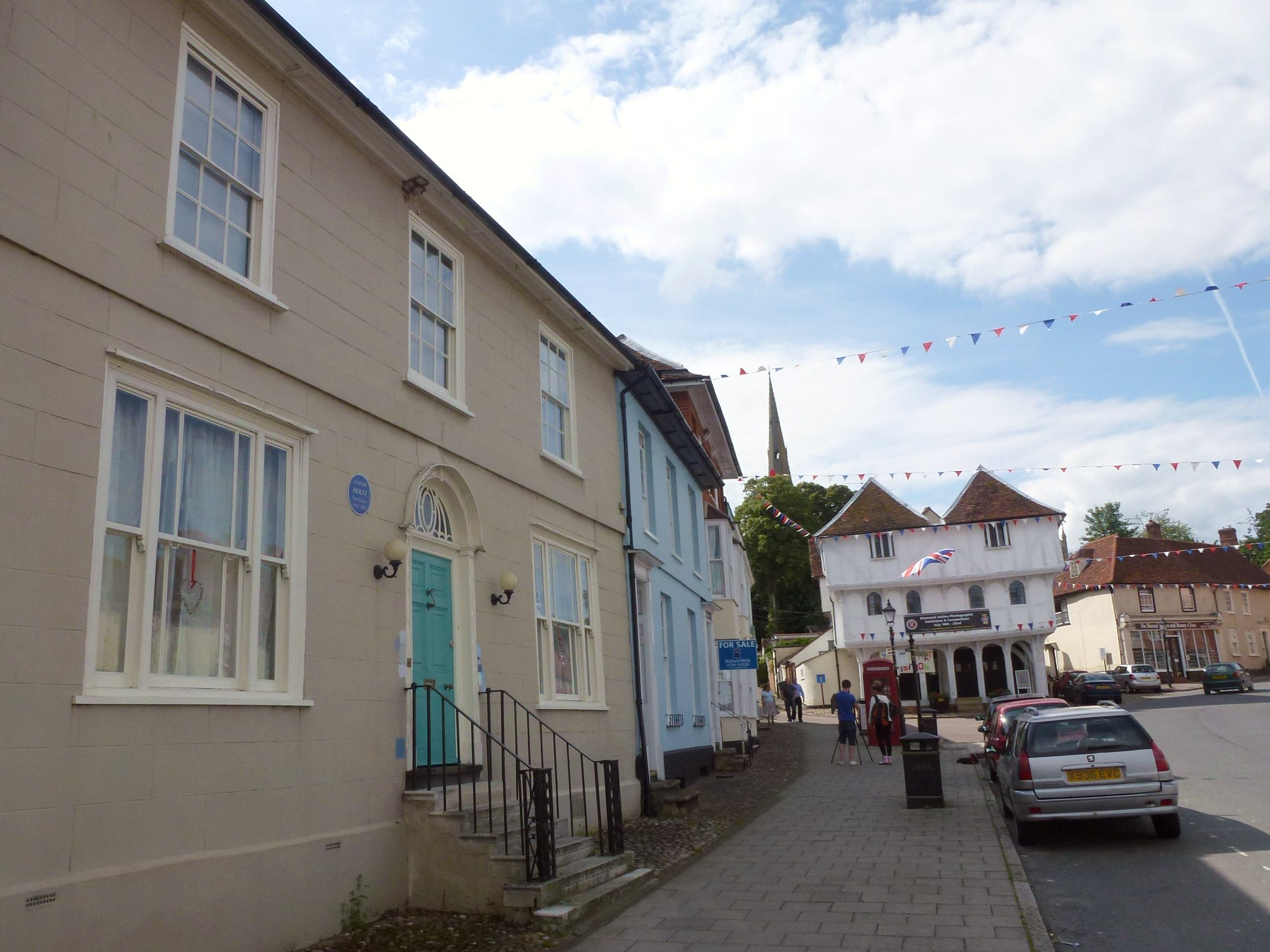
ホルストが1917年から1925年まで暮らしたサクステッドの「牧師館（The Manse）」

サクステッド（Thaxted）は、イギリスの音楽家グスターヴ・ホルストの組曲『惑星』の「木星‐快楽をもたらすもの」の第4主題中間部を基にした楽曲、および楽曲群の総称である。本人によって管弦楽付きコラールに改作されたのち、そのメロディが広く知られて、おびただしい数の歌詞が付けられるようになった。多くが英語の歌詞の賛美歌である。名前は作者が暮らした街の名前にちなむ。

## 概要
「木星-快楽をもたらすもの」の演奏時間はおよそ7分30秒から8分であり、演奏開始後3分前後で第4主題が現れ1分30秒から2分程度ほど演奏される。全体の4分の1しか占めない部分であるが、この部分を独立させた作品が制作された。
1918年（1921年説も）にイギリスの外交官セシル・スプリング・ライスによる愛国的な歌詞を付した『我は汝に誓う、我が祖国よ』と題された管弦楽付きコラールが最初である。当時は第一次世界大戦のさなかであり「愛国心の高揚」「戦没者の追悼」への雰囲気が国内にあった。スプリング・ライスの歌詞もスプリング家のモットーや欽定訳聖書のを文章を基に彼が1908年ごろに書いた詩を、アメリカ合衆国駐箚イギリス大使だった1912年ごろに前述した当時の時代背景をもとに推敲した結果できたものである。本作はスプリング・ライスの依頼によってホルスト本人によって歌詞に合うように改作されたもので、版元のコーエン出版の要請で管弦楽付きコラールの形式に編曲された。作品番号は付されていないもののH番号148がふられておりホルスト自作の「管弦楽付きコラール」の一つに数えられている。1926年にコーエン出版から刊行され、第一次世界大戦休戦協定記念式典で演奏されて評判となった。コーエン出版はヒューバート・パリー作曲、歌詞はウィリアム・ブレイクの『ミルトン』の序文より引用、エドワード・エルガー編曲の管弦楽付きコラール『エルサレム』も刊行していた。
1926年にヴィクトリア朝のころに作曲された英語の讃美歌をまとめた賛美歌集『賛美歌集（Songs of Praise）』が刊行されたが、同曲集には『我は汝に誓う、我が祖国よ』が収められた。このとき監修者の一人でホルストの友人でもある作曲家のレイフ・ヴォーン・ウィリアムズが『我は汝に誓う、我が祖国よ』に変えて、作者の暮らした街に因んで『サクステッド』と命名した。これが『サクステッド』と呼ばれるようになった初出である。
以降、ホルストが組曲『惑星』の「木星‐快楽をもたらすもの」の第4主題を基にセシル・スプリング・ライスの作った歌詞に適合するように制作したコラール『我は汝に誓う、我が祖国よ』の旋律を、単に『サクステッド』と呼ぶようになり、この「抽象化」によって作者の意図から離れ、メロディだけが独り歩きする形になり、他の歌詞がつけられたり編曲が加えられるようになり夥しい数の楽曲が出ることになった。原曲とは転調をしたもの、原曲は4分の3拍子だが4分の4拍子にしたものなどメロディにも改作が加えられたものもある（後述の『ワールド・イン・ユニオン』は4分4拍子に改作されている）。
1991年、ラグビーワールドカップ1991年イングランド大会においてチャーリー・スカーベックが歌詞をつけた『ワールド・イン・ユニオン』がテーマ曲として発表され、以来ラグビー・ワールドカップのテーマ曲として歌い継がれている。

## そのほかの使用例
そのほかの使用例は以下のものがある。
- "O Merciful Redeemer" - フランセス・リドリー・ハーヴァーガル, コモの聖ファウスティナ と神の慈悲への奉献したカソリックの歌詞[4]
- "We Pledge To One Another" - ジル・ジェンキンス[5]
- "Building The Kingdom" -ジョー・ケンデレス(Jo Kenderes)[要出典]
- "O God Beyond All Praising" - マイケル・ペリー, 1982年[6]
- "O Spirit All-Embracing" - デロレス・デュファー（Delores Dufner, OSB）, 2001年[7]
- "As the Bread of Life Is Broken" - ジェームズ・チェポニス（James Chepponis）, 2002年[8]
- "We Praise You and Acknowledge You, O God" - スティーヴン・P・スターク（Stephen P. Starke）による。ルーテル派祈祷書の「テ・デウム・ラウダムス（Te Deum Laudamus）」のパラフレーズ,2006年[9]
- "Let Streams of Living Justice" -ウィリアム・ホワイトラ（William Whitla）,Canadian Anglican hymnal Common Praiseにおいて, 1989年[10]
- "Three Days" - M.D. Ridge, 2003年[11]
- "From Penola's Plains" - 聖メアリー・マッキロップを記念したオーストラリアの賛歌 - マイケル・ヘリー（Michael Herry）とジョフリー・コックス（Geoffrey Cox）, 2010年[12]
- "O God, Show Mercy to Us" - 改革長老派教会のBook of Psalms for WorshipのPsalm 67による。
- "The Iron Rod" - Bob Galbraithによる。モルモン教の人気のある賛歌で、モルモン書の1 Nephi chapter 11章に基づく。2005年、モルモンタバナクル合唱団によって第17回Semiannual General Conferenceで初演[13]。
- "The Answer" - コリン・メイ作詞の歌曲。彼女の4番目のアルバム『ギフト（The Gift)』収録。
- "For the Splendor of Creation" - ジェームソン・マーヴァン（Jameson Marvin）編曲ハーバード大学学位授与式のための合唱曲[14]
- "May you our Center Be" - セント・パトリック大学校歌[15][より良い情報源が必要]
- "Jerusalem the Golden" - ウィスコンシン州福音ルーテル派シノドス(WELS)[16]
- Jupiter (平原綾香の曲) - 吉元由美が歌詞を付けたもの。2003年

### 世俗の音楽
世俗の音楽として以下のものがある。
- "In the Quest for Understanding" - ローレンス大学（アメリカ合衆国、ウィスコンシン州、アップルトン）150周年記念歌

- テキサス州フラワーマウンドのフラワーマウンド・ハイスクールのalma mater

## 文学等での使用
- ドミニク・グリーンによって書かれたシャーロック・ホームズの模倣作『失われた世界での冒険』,[18]で「サクステッド」はプロットの重要な要素をなす。しかし物語の舞台は1918年で本作が「サクステッド」という題名での刊行する以前である。
- ラグビーワールドカップ2015では「1823年のラグビー校でラグビーフットボールが発祥した故事」のショートフィルムが制作され開会式で上映されたが、『ワールド・イン・ユニオン』をテーマ曲として使用している関係で、作中ラグビー校のチャペルから『我は汝に誓う、我が祖国よ』が聞こえる演出なされているが、「サクステッド」誕生から100年近く前のことであり時代考証としては誤りである[19]。

## 商業利用
- サラ・ブライトマンは2007年世界陸上大阪大会の開会式で"Running"と題したヴァージョンを歌唱した。
- Maddy Prior includes the tune in two pieces of her 2003年のアルバム「ライオンハート（Lionhearts）」に本作が含まれている[要出典]。
- 94 WIP、フィラデルフィアラジオ局はPhilliesのラジオコマーシャルの冒頭に使用している。
- 日本の鉄道事業社の駅メロディを多数制作しているスイッチは、「木星」を福嶋尚哉が発車メロディ向けにアレンジした音源（A - Gの7曲[20]）を東日本旅客鉄道（JR東日本）に提供しており、このうちサクステッドにあたる部分をアレンジした「ジュピターB」[21]がかつて井野駅、中之条駅、甲府駅[22]、川口駅[23]、蕨駅で使用されていた。
- 2019年および2022年には、横浜高速鉄道みなとみらい線みなとみらい駅において、向谷実がアレンジしたものが発車メロディとして使用されていた[24][25]。これは駅の所在する横浜市内で音楽フェスティバル「横浜音祭り」が開催されたことに合わせたもので、ラグビーワールドカップ2019のパブリックビューイング会場が臨港パーク内に設けられたことにちなんだものである。